# دومينيكو يموان
دومينيكو يموان (12 مارس 1966 بتورناي في بلجيكا - ) هو لاعب كرة قدم بلجيكي في مركز الوسط. شارك مع منتخب بلجيكا لكرة القدم. أما مع النوادي، فقد لعب مع إسبانيول وستاندارد لييج ونادي فالينسيان ونادي كورتريك ونادي موسكرون ونادي مونز ونادي ميلوز وبيفيرين.

## وصلات خارجية
- دومينيكو يموان على موقع الاتحاد الدولي (مؤرشف)  (الإنجليزية)
- دومينيكو يموان على موقع الاتحاد البلجيكي (الإنجليزية)
- دومينيكو يموان على موقع ناشيونال فوتبول تيمز (الإنجليزية)
- دومينيكو يموان على موقع Soccerway.com (الإنجليزية)
- دومينيكو يموان على موقع عالم كرة القدم.نت (الإنجليزية)